# Râul Ramura Mică
Râul Ramura Mică este un curs de apă, afluent al râului Tărlung. 